# Center (Colorado)
Center és una població dels Estats Units a l'estat de Colorado. Segons el cens del 2000 tenia 2.392 habitants.

## Demografia
Segons el cens del 2000, Center tenia 2.392 habitants, 768 habitatges, i 603 famílies. La densitat de població era de 1.099,5 habitants per km².
Dels 768 habitatges en un 47,8% hi vivien nens de menys de 18 anys, en un 56,3% hi vivien parelles casades, en un 17,4% dones solteres, i en un 21,4% no eren unitats familiars. En el 18,2% dels habitatges hi vivien persones soles el 7,8% de les quals corresponia a persones de 65 anys o més que vivien soles. El nombre mitjà de persones vivint en cada habitatge era de 3,11 i el nombre mitjà de persones que vivien en cada família era de 3,56.
Per edats la població es repartia de la següent manera: un 35,2% tenia menys de 18 anys, un 11,1% entre 18 i 24, un 27,4% entre 25 i 44, un 17% de 45 a 60 i un 9,3% 65 anys o més.
L'edat mediana era de 28 anys. Per cada 100 dones de 18 o més anys hi havia 96,8 homes.
La renda mediana per habitatge era de 23.780 $ i la renda mediana per família de 26.143 $. Els homes tenien una renda mediana de 20.844 $ mentre que les dones 18.036 $. La renda per capita de la població era de 9.289 $. Entorn del 27,1% de les famílies i el 27,5% de la població estaven per davall del llindar de pobresa.

## Poblacions més properes
El següent diagrama mostra les poblacions més properes.